# Lüdersfeld
Lüdersfeld település Németországban, azon belül Alsó-Szászország tartományban. Lakosainak száma 1101 fő (2023. december 31.). Lüdersfeld Stadthagen, Lauenhagen, Lindhorst és Heuerßen községekkel határos.

## Népesség
A település népességének változása:
| Lakosok száma | 1080 | 1074 | 1083 | 1079 | 1039 | 1069 | 1101 |
|               | 2010 | 2016 | 2017 | 2019 | 2021 | 2022 | 2023 |